# Juncus rupestris
Juncus rupestris är en tågväxtart som beskrevs av Carl Sigismund Kunth. Juncus rupestris ingår i släktet tåg, och familjen tågväxter. Inga underarter finns listade i Catalogue of Life.